# Кипрский университет
Кипрский университет (англ. University of Cyprus (UCY), греч. Πανεπιστήμιο Κύπρου, тур. Kıbrıs Universitesi) — самый престижный из шести университетов Республики Кипр. Университет расположен в столице Республики Кипр Никосии.
Университет был основан в 1989 году. Первые студенты в количестве 486 человек были приняты в 1992 году. Сейчас Кипрский университет насчитывает более 4000 студентов и более 1200 аспирантов (2008 год). Обучение ведётся на греческом и турецком языках на шести факультетах:
- гуманитарных наук,
- прикладных наук,
- общественных наук и образования,
- экономики и менеджмента,
- инженерных наук,
- филологии.